# Berceuse (Fauré)
Pour les articles homonymes, voir Berceuse (homonymie).
Berceuse, op. 16, est une œuvre de Gabriel Fauré pour violon et piano composée vers 1879, orchestrée en 1880.

## Contexte et création
Pour Jean-Michel Nectoux, la Berceuse est sans doute composée en 1879. La partition, numéro d'opus 16, est initialement écrite pour violon et piano, mais Fauré réalise également une orchestration de l'accompagnement, en 1880.
C'est une des pages les plus populaires du compositeur, en raison notamment de très nombreux arrangements existants pour divers instruments,,.
La partition est dédiée à Hélène Depret,.
Nectoux relève que l'œuvre « a beaucoup fait pour établir la réputation de « musicien de salon » qui fut longtemps attaché, comme une étiquette, au nom de G. Fauré ».
La Berceuse est créée le 14 février 1880 à Paris, salle Pleyel, lors d'un concert de la Société nationale de musique, par Ovide Musin au violon et Gabriel Fauré au piano,,.
Quelques semaines plus tard, le 24 avril 1880, la version pour violon et orchestre est donnée en première audition, toujours à la Société nationale de musique, salle Pleyel, avec Ovide Musin comme soliste, sous la direction d'Édouard Colonne,.

## Édition

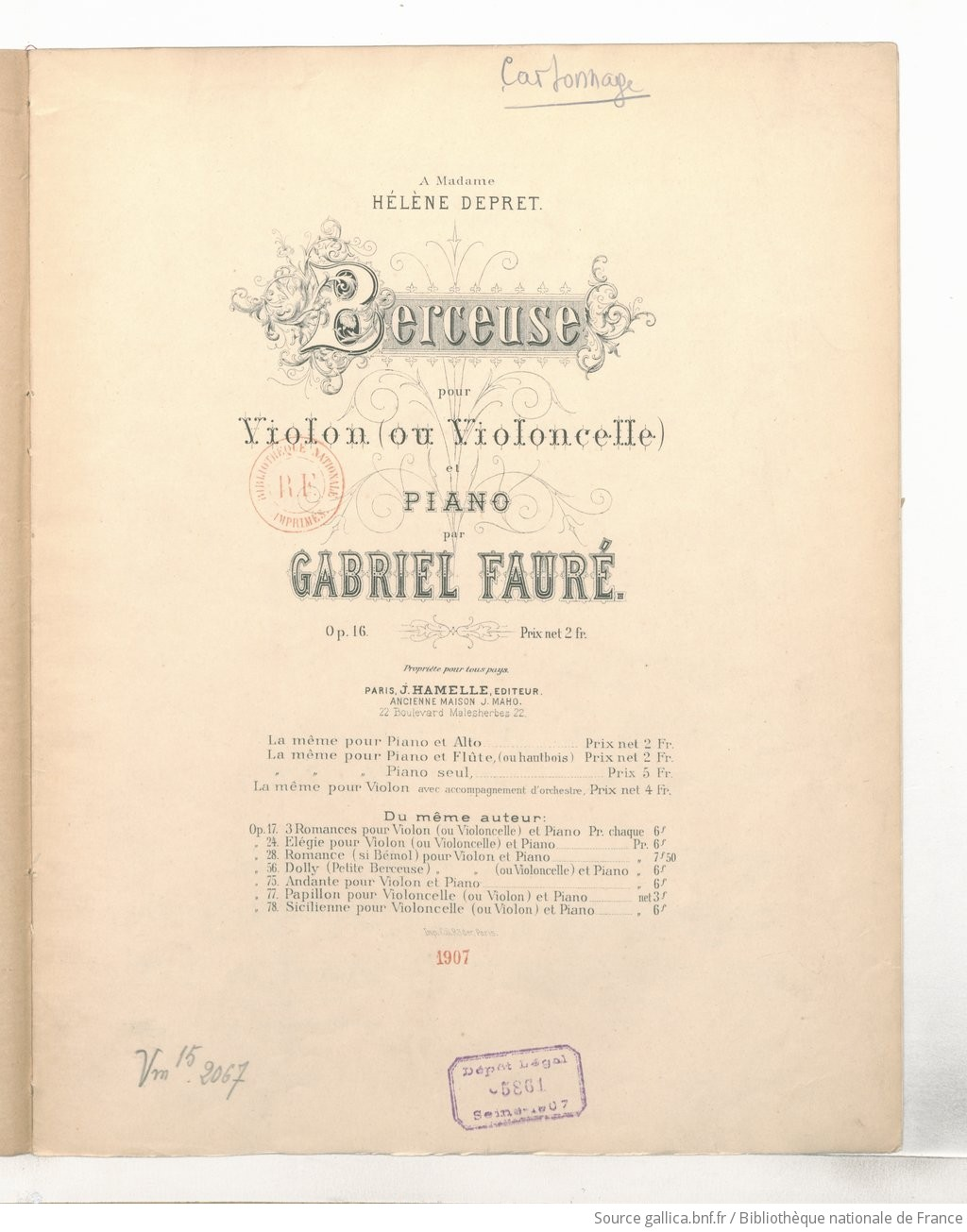
Page de titre de la partition (éd. Hamelle).

L'œuvre est publiée dans sa version originale pour violon (ou violoncelle) avec piano par Hamelle en 1880.
Éric Lebrun souligne que « c'est en écoutant cette pièce d'une douce expression, avec son accompagnement en ostinato rêveur, bien peu importante aux yeux du compositeur, que Julien Hamelle proposa un contrat d'édition à Fauré ».
Nectoux relève que Hamelle achète la Berceuse et les trois mélodies de l'op. 18 (Nell, Le Voyageur, et Automne) « au prix de 50 francs pièce et accept[e], par le même contrat (16 novembre 1879), de graver le Quatuor en ut mineur, mais aux conditions imposées précédemment par Breitkopf, c'est-à-dire sans honoraires d'auteur ».

## Analyse
La Berceuse, en ré majeur, est d'une durée moyenne d'exécution de quatre minutes environ,.
Jean-Michel Nectoux note que « l'inspiration mélodique en est délicate, mais l'accompagnement pianistique joue, jusqu'à satiété, sur un motif rythmique au balancement assez bien trouvé ». Le musicologue relève que « cette « pièce de genre », à laquelle son auteur n'attachait guère d'importance, fut répandue par les violonistes, du soliste international au modeste instrumentiste de brasserie, avec une ferveur qui confine à la rage ».
Pour le musicologue Nicolas Southon, « l'oscillation ingénieuse de la Berceuse, « pour violon ou violoncelle », fait autant pour son charme que sa mélodie alanguie ».
La pièce a été gravée au disque dès 1912, par Eugène Ysaÿe.

## Discographie sélective
- Gabriel Fauré — 1, François Salque (violoncelle) et Éric Le Sage (piano), Alpha 600, 2011[10].
- Gabriel Fauré — 5, Daishin Kashimoto (violon) et Éric Le Sage (piano), Alpha 604, 2014[11].
- Fauré: The Music for Cello & Piano, Andreas Brantelid (en) (violoncelle) et Bengt Forsberg (piano), BIS 2220, 2017[12].
- Fauré: Piano Works, Chamber Music, Orchestral & Choral Works, Requiem, Erato 0190295633578, 2018 :
  - Augustin Dumay (violon) et Jean-Philippe Collard (piano), CD 5 ;
  - Yan Pascal Tortelier (violon) et Orchestre national du Capitole de Toulouse sous la dir. de Michel Plasson, CD 10.